# Ping (Apple)
Pour les articles homonymes, voir Ping.
Ping était un réseau social gratuit créé par Apple en 2010, et spécialisé dans la musique. Il s'agissait d'une des différentes sections d'iTunes. Il ferma en 2012.
Ping permettait de découvrir pour un utilisateur les musiques écoutées et téléchargées par ses amis ainsi que par les artistes inscrits sur ce réseau social. Ping a revendiqué plus d'un million d'inscrits dans les 48 heures de sa création.
Ping a été qualifié d'un des plus grands flops technologiques de l'année 2010 par le magazine Business Insider ainsi que par CNN.
En conséquence, Apple a annoncé le 12 septembre 2012 l'arrêt de Ping pour le 30 septembre 2012. A cette date, Ping disparaît de la barre latérale d'iTunes.

## Histoire
Le 1er septembre 2010, Steve Jobs annonce le lancement d'un nouveau réseau social centré exclusivement sur la musique. Celui-ci est présenté avec le logiciel iTunes 10 dans lequel il est directement intégré.
La particularité de ce réseau social est d'être uniquement accessible à travers le logiciel iTunes 10 sur ordinateur et sur l'application iTunes du système d'exploitation iOS 4 pour iPhone, iPod touch et iPad. 
Steve Jobs décrit Ping comme un « Facebook + Twitter intégré » pour partager ses goûts musicaux directement dans iTunes avec ses amis.
Le 3 septembre 2010, Apple communique sur le fait que plus d'un million d'utilisateurs se sont enregistrés sur Ping en 48h, soit "Un tiers des utilisateurs qui ont téléchargé iTunes 10", selon Eddy Cue.
Le 11 novembre 2010, une mise à jour ajoute la possibilité de lier son compte Ping à son compte Twitter. Il devient ainsi possible de partager facilement une publication Ping dans un Tweet et d'y ajouter des extraits musicaux provenant de l'iTunes Store. Le fait de lier son compte permet également de découvrir qui de ses contacts Twitter a un compte sur Ping.
Le 12 septembre 2012, Apple annonce la fermeture du réseau social pour le 30 septembre 2012. Celui-ci ne sera pas intégré dans iTunes 11.

## Fonctionnement du réseau social
Un compte iTunes est obligatoirement pour pouvoir ouvrir un compte Ping. 
- Profil : Chaque utilisateur dispose d’un profil permettant d'avoir une photo, un nom et prénom, un lieu géographique, 1 à 3 styles musicaux, une liste d'abonnements, une rubrique "Activité récente", une courte bio et 10 pochettes d'albums favoris.
- Confidentialité : Il y a 3 options de confidentialité possible, avec soit un profil privé, soit un profil public ou bien un profil public mais avec demande de confirmation pour être suivi.
- Publications : Il est possible de publier des extraits musicaux provenant de l'iTunes Store, d'afficher un commentaire sur un morceau ou bien encore d'afficher l'achat d'un album provenant de l'iTunes Store.
- Concert : Un utilisateur peut avoir une rubrique concert sur son profil pour indiquer ses prochaines participations. Il est possible d'acheter des tickets de concert directement sur Ping.
- Recherche : La recherche permet de trouver d'autres utilisateurs ou bien des artistes à suivre.
- Interactions : Une fois le profil crée, il est possible de suivre des artistes et des utilisateurs Ping ainsi que de partager sur son profil les musiques que l'on aime via l'iTunes Store[10]. Il est possible de rajouter un commentaire et un "Like" sur les publications des autres profils.

## Voir Plus

### Site web
iTunes